# José María Moreno (metropolitana di Buenos Aires)
José María Moreno è una stazione della linea E della metropolitana di Buenos Aires. Si trova sotto l'intersezione delle avenida Directorio e José María Moreno, al confine tra i quartieri di Caballito e Parque Chacabuco.

## Storia
La stazione fu attivata il 23 luglio 1973. Rimase capolinea temporaneo sino al 1985, quando la E fu prolungata sino a Emilio Mitre.

## Interscambi
Nelle vicinanze della stazione effettuano fermata diverse linee di autobus urbani ed interurbani.
- Fermata autobus

## Servizi
La stazione dispone di:
- Biglietteria a sportello
- Biglietteria automatica